# Павлов, Георгий Петрович
Георгий Петрович Павлов (1924—1997) — участник Великой Отечественной войны, командир 45-мм орудия 63-й механизированной ордена Богдана Хмельницкого бригады (7-й механизированный Новоукраинский Краснознамённый ордена Суворова 2-й степени корпус, 3-й Украинский фронт), гвардии сержант. Герой Советского Союза.

## Биография
Родился 8 августа 1924 года в Москве в семье рабочего. Русский.
До войны успел окончить восемь классов средней школы.
Призван в Красную Армию в марте 1942 года. Воевал с 1943 года в противотанковом дивизионе в составе войск 2-го и 3-го Украинских фронтов.
Георгий Павлов вместе со своей частью участвовал в освобождении Молдавии, Болгарии, Румынии, Венгрии, Югославии. Гвардии сержант Павлов отличился в бою за венгерский городок Кишфалуд. Попав под сильный обстрел, весь расчёт его орудия вышел из строя — кто ранен, кто убит. Он остался у орудия один и продолжал сражаться. Вот как описал тот бой в письме к сестре Георгия Павлова — Э. П. Павловой, командир соединения генерал-майор Катков:

«21 декабря 1944 года командир орудия Павлов Г. П. участвовал в разгроме танков. Из противотанкового 45-мм орудия уничтожил шесть танков. В этом бою за населённый пункт „К“ на правом берегу Дуная гвардии сержант Павлов Г. П. уничтожил до 50 фашистов. Охваченный ужасом противник бросил на поле боя два исправных танка и два бронетранспортёра и в беспорядке отступил. За этот подвиг Указом Президиума Верховного Совета СССР от 24 марта 1945 года Павлову Г. П. присвоено звание Героя Советского Союза».

После войны Павлов до 1947 года продолжал службу в армии. Был старшиной автобазы Военной академии имени Фрунзе. В 1947 году уволился в запас, много лет работал в народном хозяйстве.
Умер 25 ноября 1997 года. Похоронен на Николо-Архангельском кладбище Москвы.

## Награды
- Указом Президиума Верховного Совета СССР от 24 марта 1945 года за мужество и героизм, проявленные в Будапештской операции, Павлову Георгию Петровичу присвоено звание Героя Советского Союза с вручением ордена Ленина и медали «Золотая Звезда»[1].
- Награждён орденами Отечественной войны 1-й степени, Красной Звезды и медалями.